# Bodybuilding ai Giochi mondiali
| Bodybuilding ai Giochi mondiali               | Bodybuilding ai Giochi mondiali |
| Specialità                                    | Specialità                      |
| --------------------------------------------- | ------------------------------- |
| Fino a 70, 75, 80 e 85 e oltre 85 kg (uomini) |                                 |
| Fino a 52 e oltre 52 kg (donne)               |                                 |
| Edizione                                      | Titoli                          |
| 1981                                          | 6                               |
| 1985                                          | 6                               |
| 1989                                          | 6                               |
| 1993                                          | 7                               |
| 1997                                          | 9                               |
| 2001                                          | 7                               |
| 2005                                          | 7                               |
| 2009                                          | 7                               |

Il bodybuilding è stato introdotto ai Giochi mondiali a partire dalla I edizione di Santa Clara 1981. La disciplina è stata riconfermata come sport ufficiale per le edizioni successive. 

## Uomini

### - 70 kg
| Edizione         | Oro                | Argento           | Bronzo           |
| ---------------- | ------------------ | ----------------- | ---------------- |
| Santa Clara 1981 | James Youngblood   | Billy Knight      | Erwin Note       |
| Londra 1985      | Sean Jenkins       | El-Shahat Mabrouk | Ian Dowe         |
| Karlsruhe 1989   | Han Dong-Ki        | Ray Williams      | Daniel Ocussieu  |
| L'Aia 1993       | Eduard Derzapf     | Kim Jun-Ho        | Anwar el-Amawy   |
| Lahti 1997       | Toshiko Hirota     | Chris Faildo      |                  |
| Akita 2001       | Igor Kocis         | René Zimmermann   | Derik Farnsworth |
| Duisburg 2005    | José Carlos Santos | Kamil Majek       | Anwar el-Amawy   |
| Kaohsiung 2009   |                    |                   |                  |

### - 75 kg
| Edizione       | Oro                | Argento         | Bronzo                  |
| -------------- | ------------------ | --------------- | ----------------------- |
| L'Aia 1993     | Azman Bin Abdullah | Patrice Linquet | Ray Williams            |
| Lahti 1997     | Kim Jun-Ho         | Juha Hakala     | Ahmed al-Sayed          |
| Akita 2001     | Andreas Becker     | Yoshihiro Yano  | Makoto Tashiro          |
| Duisburg 2005  | Werner Zenk        | Igor Kocis      | Angelo Corrado Maggiore |
| Kaohsiung 2009 |                    |                 |                         |

### - 80 kg
| Edizione         | Oro              | Argento              | Bronzo                  |
| ---------------- | ---------------- | -------------------- | ----------------------- |
| Santa Clara 1981 | Jacques Neuville | Keijo Reiman         | Ulf Bengtsson           |
| Londra 1985      | David Hawk       | Angelito Lesta       | Michel Devitis          |
| Karlsruhe 1989   | Thorne Henderson | Miroslaw Daszkiewicz | Markus Vollert          |
| L'Aia 1993       | Ian Dowe         | Gustav Ander         | Joune Herranen          |
| Lahti 1997       | Kester Pasche    | Johnny Steward       | Yrjö Jokela             |
| Akita 2001       | Uominitis Pavlos | Juraj Vrabel         | Tito Raymond            |
| Duisburg 2005    | Juraj Vrabel     | Andreas Becker       | Luiz Carlos SarUominito |
| Kaohsiung 2009   |                  |                      |                         |

### - 85 kg
| Edizione       | Oro                            | Argento          | Bronzo        |
| -------------- | ------------------------------ | ---------------- | ------------- |
| Duisburg 2005  | Kamal Abdullsalam Abdullrahman | Tareq al-Farsani | Frank Schramm |
| Kaohsiung 2009 |                                |                  |               |

### + 85 kg
| Edizione       | Oro               | Argento           | Bronzo       |
| -------------- | ----------------- | ----------------- | ------------ |
| Duisburg 2005  | El-Shahat Mabrouk | Ali Tabrizi Nouri | Thomas Scheu |
| Kaohsiung 2009 |                   |                   |              |

### Eventi discontinui

#### - 65 kg
| Edizione         | Oro             | Argento               | Bronzo             |
| ---------------- | --------------- | --------------------- | ------------------ |
| Santa Clara 1981 | Renato Bertagna | Esmal Abdullah Sadek  | Harry Derglin      |
| Londra 1985      | Hermann Hoffend | Steve Davis           | Calvin Nyuli       |
| Karlsruhe 1989   | Bernd Haid      | Park Yong-Chul        | Alfonso Gómez      |
| Lahti 1997       | Anwar el-Amawy  | Mohamed Abdel el-Aziz | José Carlos Santos |
| Akita 2001       | Anwar el-Amawy  | José Carlos Santos    | Martin Ward        |

#### - 90 kg
| Edizione   | Oro             | Argento      | Bronzo       |
| ---------- | --------------- | ------------ | ------------ |
| Lahti 1997 | Milton Holloway | Ingo Fischer | Janos Lantos |

#### + 80 kg
| Edizione         | Oro             | Argento            | Bronzo                 |
| ---------------- | --------------- | ------------------ | ---------------------- |
| Santa Clara 1981 | John Kemper     | Wayne Robins       | Ahmed el-Sayed Ibrahim |
| Londra 1985      | Berry de Mey    | Matt Uominidenhall | Olev Annus             |
| Karlsruhe 1989   | Andreas Münzer  | François Gay       | Wayne Grady            |
| L'Aia 1993       | Glen Gravenbeek | Sven Karlsen       | Gene Howell            |
| Akita 2001       | Olegas Zuras    | Thomas Scheu       | Manfred Petautschnig   |

#### + 90 kg
| Edizione   | Oro            | Argento       | Bronzo       |
| ---------- | -------------- | ------------- | ------------ |
| Lahti 1997 | Walter Lettner | Peter Keränen | Olegas Zuras |

## Donne

### - 52 kg
| Edizione         | Oro                 | Argento           | Bronzo         |
| ---------------- | ------------------- | ----------------- | -------------- |
| Santa Clara 1981 | Pam Brooks          | Josée Baumgartner | Christine Reed |
| Londra 1985      | Donna Oliveira      | Renate Holland    | Donna Lea      |
| Karlsruhe 1989   | Helga Popp          | Kay Caseley       | Sharon Lewis   |
| L'Aia 1993       | Andrulla Blanchette | Jee Jong Quah     | Ina Lopulissa  |
| Lahti 1997       | Utako Mizuma        | Katja Rydström    | Heike Jung     |
| Akita 2001       | Pamela Kusar        | Utako Mizuma      | Sandra Weber   |
| Duisburg 2005    | Iryna Petrenko      | Lo Kit Ming       | Cao Xinli      |
| Kaohsiung 2009   |                     |                   |                |

### + 52 kg
| Edizione         | Oro             | Argento              | Bronzo             |
| ---------------- | --------------- | -------------------- | ------------------ |
| Santa Clara 1981 | Kike Elomaa     | Gail Schoeter        | Deborah Diana      |
| Londra 1985      | Chris Wesenberg | Dominique Darde      | Hildegard Schäffer |
| Karlsruhe 1989   | Christa Brauch  | Jutta Tippelt        | Claudia Montemaggi |
| Akita 2001       | Cornelia Junker | Susanne Niederhauser | Jana Purdjaková    |
| Duisburg 2005    | Agnieszka Ryk   | Aurelia Grozajová    | Simone Linay       |
| Kaohsiung 2009   |                 |                      |                    |

### Eventi discontinui

#### - 57 kg
| Edizione   | Oro            | Argento      | Bronzo       |
| ---------- | -------------- | ------------ | ------------ |
| L'Aia 1993 | Martha Sánchez | Maria Aicher | Elena Sesana |
| Lahti 1997 | Barbara Furer  | Rita Rinner  |              |

#### + 57 kg
| Edizione   | Oro             | Argento           | Bronzo       |
| ---------- | --------------- | ----------------- | ------------ |
| L'Aia 1993 | Conny Plösser   | Gunilla Söderberg | Linda Forbin |
| Lahti 1997 | Michaela Baumer | Pauliina Kosola   | Anne Oksanen |